# UCI Women's World Tour 2025
De UCI Women's World Tour 2025 is de tiende editie van deze internationale wielerwedstrijdcyclus voor vrouwen, georganiseerd door de UCI. De eerste Women's World Tour in 2016 verving de wereldbeker voor vrouwen, die tussen 1998 en 2015 bestond. Het niveau onder deze competitie is de UCI Women's ProSeries.
Ten opzichte van 2024 verdween de Ronde van Drenthe van de kalender, net als de driedaagse RideLondon Classique. De Ronde van Scandinavië keerde terug na de annulering in 2024. Het Italiaanse voorjaar werd uitgebreid met Milaan-San Remo, dat van 1999 tot 2005 al een wedstrijd voor vrouwen had als de Primavera Rosa. Vier van de vijf monumenten hebben nu een vrouweneditie; enkel de Ronde van Lombardije kent nog geen wedstrijd voor vrouwen. Op 21 juni zal in Denemarken de eerste editie van de Copenhagen Sprint worden verreden. Verder wordt de Tour de France Femmes uitgebreid van acht naar negen etappes. De Simac Ladies Tour behoudt zijn plaats in oktober, dus na het WK op de weg, dat in Rwanda zal plaatsvinden.
Het individuele vrouwen elite- en jongerenklassement voor de Women's World Tour, waarbij de leider van elk klassement een aparte trui droeg, werd afgeschaft. De UCI wereldranglijst voor vrouwen op de weg verving deze als de officiële ranglijst vanaf 2025.

## Ploegen
De vijftien ploegen die deel uitmaken van dit hoogste niveau zijn dezelfde als in 2024.
| UCI WorldTeams           | UCI WorldTeams       | UCI WorldTeams     |
| ------------------------ | -------------------- | ------------------ |
| AG Insurance-Soudal      | Human Powered Health | Roland             |
| Canyon//SRAM zondacrypto | Lidl-Trek            | SD Worx-Protime    |
| Ceratizit-WNT            | Liv AlUla Jayco      | UAE Team ADQ       |
| FDJ-SUEZ                 | Movistar             | Uno-X Mobility     |
| Fenix-Deceuninck         | Picnic PostNL        | Visma-Lease a Bike |

## Overzicht
| Datum          | Wedstrijd                                 | Winnares               | Ploeg                | Klassementsleider UCI-ranking | Ploegenklassement UCI-ranking |
| -------------- | ----------------------------------------- | ---------------------- | -------------------- | ----------------------------- | ----------------------------- |
| 17–19 januari  | Tour Down Under                           | Noemi Rüegg            | EF-Oatly-Cannondale  | Lotte Kopecky                 | EF-Oatly-Cannondale           |
| 1 februari     | Cadel Evans Great Ocean Road Race         | Ally Wollaston         | FDJ-Suez             | Lotte Kopecky                 | UAE Team ADQ                  |
| 6–9 februari   | Ronde van de Verenigde Arabische Emiraten | Elisa Longo Borghini   | UAE Team ADQ         | Lotte Kopecky                 | UAE Team ADQ                  |
| 3 maart        | Omloop Het Nieuwsblad                     | Lotte Claes            | Arkéa-B&B Hotels     | Lotte Kopecky                 | UAE Team ADQ                  |
| 8 maart        | Strade Bianche                            | Demi Vollering         | FDJ-Suez             | Demi Vollering                | UAE Team ADQ                  |
| 16 maart       | Trofeo Alfredo Binda                      | Elisa Balsamo          | Lidl-Trek            | Demi Vollering                | UAE Team ADQ                  |
| 22 maart       | Milaan-San Remo                           | Lorena Wiebes          | SD Worx-Protime      | Demi Vollering                | UAE Team ADQ                  |
| 27 maart       | Brugge-De Panne                           | Lorena Wiebes          | SD Worx-Protime      | Demi Vollering                | UAE Team ADQ                  |
| 30 maart       | Gent-Wevelgem                             | Lorena Wiebes          | SD Worx-Protime      | Demi Vollering                | UAE Team ADQ                  |
| 6 april        | Ronde van Vlaanderen                      | Lotte Kopecky          | SD Worx-Protime      | Demi Vollering                | SD Worx-Protime               |
| 12 april       | Parijs-Roubaix                            | Pauline Ferrand-Prévot | Visma I Lease a Bike | Demi Vollering                | SD Worx-Protime               |
| 20 april       | Amstel Gold Race                          | Mischa Bredewold       | SD Worx-Protime      | Demi Vollering                | SD Worx-Protime               |
| 23 april       | Waalse Pijl                               | Puck Pieterse          | Fenix-Deceuninck     | Demi Vollering                | SD Worx-Protime               |
| 27 april       | Luik-Bastenaken-Luik                      | Kimberley Pienaar      | AG Insurance-Soudal  | Demi Vollering                | SD Worx-Protime               |
| 5-11 mei       | Ronde van Spanje                          | Demi Vollering         | FDJ-Suez             | Demi Vollering                | SD Worx-Protime               |
| 16–18 mei      | Ronde van het Baskenland                  | Demi Vollering         | FDJ-Suez             | Demi Vollering                | SD Worx-Protime               |
| 22–25 mei      | Ronde van Burgos                          | Marlen Reusser         | Movistar             | Demi Vollering                | FDJ-Suez                      |
| 5–8 juni       | Ronde van Groot-Brittannië                | Ally Wollaston         | FDJ-Suez             | Demi Vollering                | FDJ-Suez                      |
| 12–15 juni     | Ronde van Zwitserland                     | Marlen Reusser         | Movistar Team        | Demi Vollering                | FDJ-Suez                      |
| 21 juni        | Copenhagen Sprint                         | Lorena Wiebes          | Team SD Worx         | Demi Vollering                | FDJ-Suez                      |
| 6–13 juli      | Ronde van Italië                          | Elisa Longo Borghini   | UAE Team ADQ         | Demi Vollering                | FDJ-Suez                      |
| 26 juli-3 aug  | Ronde van Frankrijk                       | Pauline Ferrand-Prévot | Visma I Lease a Bike | Demi Vollering                | FDJ-Suez                      |
| 15-17 augustus | Ronde van Romandië                        |                        |                      |                               |                               |
| 19-24 augustus | Ronde van Scandinavië                     |                        |                      |                               |                               |
| 30 augustus    | GP de Plouay                              |                        |                      |                               |                               |
| 2–7 september  | Simac Ladies Tour                         |                        |                      |                               |                               |
| 14–16 oktober  | Ronde van Chongming                       |                        |                      |                               |                               |
| 19 oktober     | Ronde van Guangxi                         |                        |                      |                               |                               |